# 펠리피 멜루
펠리피 멜루 비센치 지 카르발류(포르투갈어: Felipe Melo Vicente de Carvalho, 1983년 6월 26일 ~ )는 브라질의 전 축구 선수이다. 현역 시절 포지션은 수비형 미드필더였다.

## 클럽 경력
브라질의 CR 플라멩구, 크루제이루 EC, 그레미우에서 뛰었었다. 2004-05 시즌의 막바지에 레알 마요르카에 입단했고, 라싱 산탄데르에서 두시즌을 뛴 후 UD 알메리아에서 뛰었다. 알메리아에서 성공적인 시간을 보낸 후 그는 ACF 피오렌티나로 이적했다. UEFA 챔피언스리그 슬라비아 프라하전에서 데뷔경기를 가졌고, 아탈란타 BC전에서 세리에 A 첫 골을 넣었다.
2009년 6월 30일, 멜루는 팀과 5년 재계약을 맺었다. 같은 때에, 아스널 FC는 멜루와 협상을 하고 있었다. 그러나 멜루는 2009년 7월 15일 2250만유로+마르코 마르키오니+크리스티아노 차네티와 맞트레이드되어 유벤투스 FC에 입단하게 되었다. 그는 AS 로마와의 리그 데뷔전에서 골을 넣었다. 2011년 7월 22일 갈라타사라이는 한 시즌 동안 멜루를 임대하겠다는 요청을 하고 유벤투스 FC는 승락을 한다. 옵션에는 13M 유로에 이적 협상하다고 나와있다. 멜루는 현재 팀의 3번으로 활약하고 있는데 화려한 중원 장악과 적지 않은 득점, 어시스트 등으로 팀의 마에스트로가 되어 현재 팀이 1위를 하는데 굉장한 공헌을 하였다.

## 국가대표팀 경력
브라질 축구 국가대표팀의 일원으로서 활약하고 있는데, 11경기에 나와 2골을 넣었다. 2010년 FIFA 월드컵 당시 네덜란드와의 8강전에서 전반 10분경 상대 수비 라인을 쪼개는 절묘한 스루패스로 호비뉴와의 선제골을 어시스트했지만, 후반 8분에 베슬리 스네이더르의 크로스를 걷어내려다 자책골을 허용하고 이후 아르연 로번에게 반칙을 가해 퇴장당하면서 패배의 원흉이 됐다. 이후 멜루의 자책골은 베슬러이 스네이더르의 득점으로 정정되었다. 멜루는 2010년 FIFA 월드컵 이후로 대표팀에 단 한번도 부름을 받지 못하고 있다.